# Pliomelaena udhampurensis
Pliomelaena udhampurensis är en tvåvingeart som beskrevs av Agarwal och Kapoor 1988. Pliomelaena udhampurensis ingår i släktet Pliomelaena och familjen borrflugor. Inga underarter finns listade i Catalogue of Life.